# Kleinbildfotografie
Als Kleinbildfotografie bezeichnet man das Erstellen fotografischer Aufnahmen mit Kleinbildkameras auf beidseitig perforiertem Kleinbildfilm (35-mm-Film, 135er). Von ihrer Einführung in den 1920er Jahren bis zur in den 2020er Jahren praktisch vollständig abgeschlossenen Ablösung der Analog- durch die Digitalfotografie war sie die dominierende Foto-Technologie im Profi- und Amateurbereich. Ausnahmen bildeten etwa die Werbefotografie und die Fotografie als Kunstform, bei denen wegen der besseren Eignung für größere Abzüge oft Mittel- und Großformatkameras verwendet wurden.    

## Merkmale

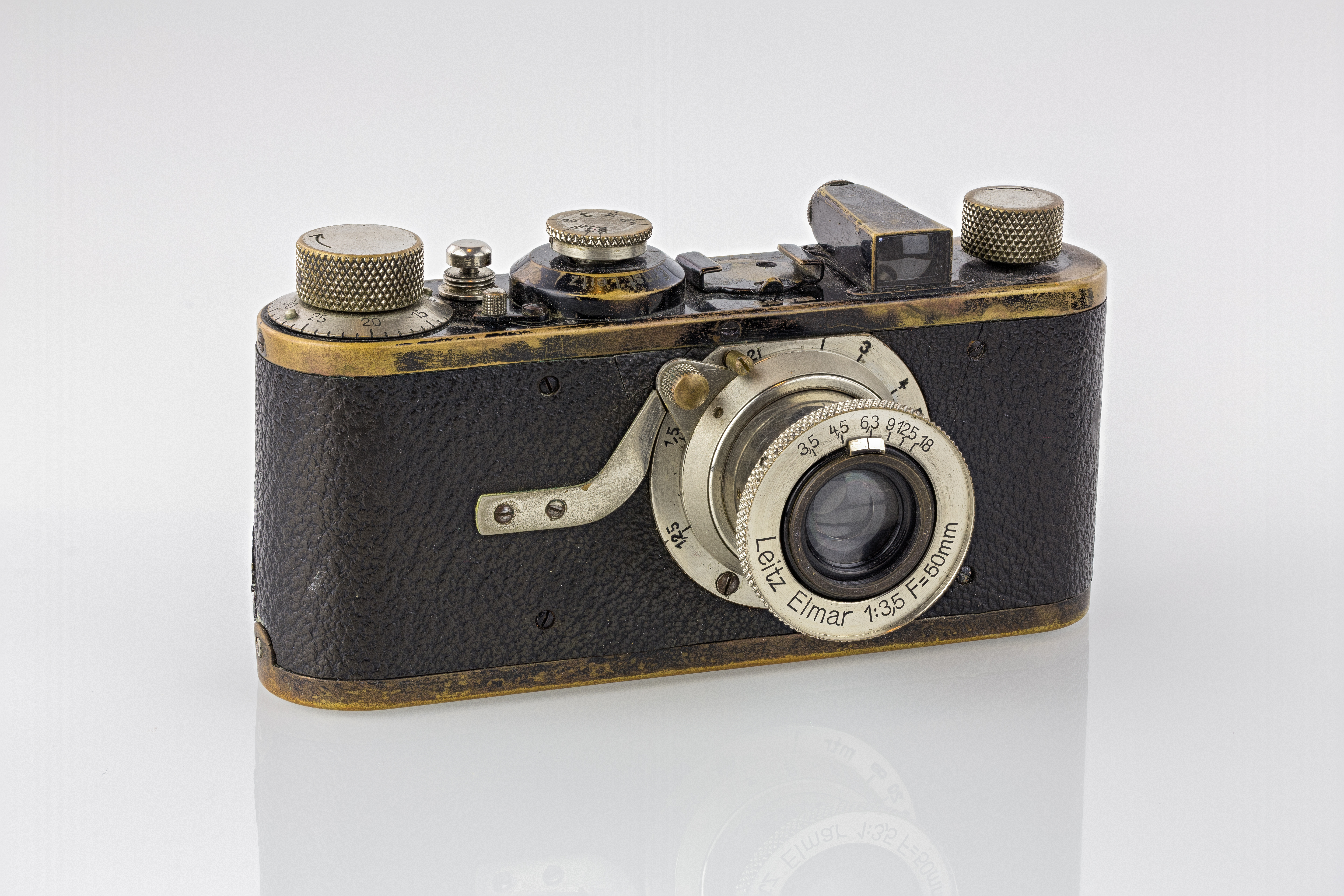
Leica I, Seriennummer 5193 (1927): frühes Modell der ersten serienmäßigen Kleinbildkamera für 35-mm-Film (1925)

Die um 1925 eingeführte Kleinbildfotografie ist gekennzeichnet durch eine besondere Vielfalt, die von einfachen Einwegkameras bis hin zu komplexen Kamerasystemen reichen kann und die einen hohen Grad an Ausdifferenzierung – beispielsweise gibt es Panoramakameras und Halbformatkameras für den Kleinbildfilm – sowie den höchsten Grad an Flexibilität bei noch guter Mobilität der Kameraausrüstung aufweist.
Kleinbild-Fotografien vom Negativ werden vergrößert und in Form von Abzügen betrachtet, Diapositive dagegen projiziert oder in einzelnen Fällen auch ausbelichtet.
Das Aufnahmeformat weist ein charakteristisches Seitenverhältnis von 3:2 aus und lehnt sich damit an Papierformate an. Es weicht von dem in der Digitalfotografie und den Fernsehnormen verwendeten 4:3-Format ab.

## Bekannte Kleinbild-Fotografen
Bekannte Fotografen, die mit Kleinbild-Systemkameras fotografieren, sind unter anderem:
- Henri Cartier-Bresson
- Gisèle Freund
- Robert Lebeck
- James Nachtwey
- Uwe Ommer
- Erich Salomon
- Sebastião Salgado
- B. Moose Peterson
- Chris Coe